# Beth Hunter
Elizabeth Ann "Beth" Hunter (apellido de soltera Walters; previamente Sutherland), es un personaje ficticio de la serie de televisión australiana Home and Away, interpretado por la actriz Clarissa House desde el 17 de abril del 2003 hasta el 30 de enero del 2007, luego de que su personaje muriera en un accidente automovilístico.

## Biografía
Cuando era una adolescente Beth se casó con Jack Hunter, sin embargo a pesar de que Jack la engañó durante todo el matrimonió este solo acabó cuando él murió de un infarto. 
Beth es madre de Scott, Kit, Robbie, Henry y Matilda y abuela de Noah Hunter, Archie Hyde y Ella Hunter.
A su llegada a Summer Bay, Beth conoció y luego se casó con Rhys Sutherland y se mudaron al caravan park, pero el matrimonió no terminó cuando Rhys la engañó y dejó por su exesposa Shelley.
Beth no podía seguir viviendo en el mismo lugar así que cambió casas con Sally Fletcher y Flynn Saunders, pronto encontró el amor de nuevo con su nuevo vecino Tony Holden, con quien comenzó a salir, la relación terminó en el 2007 cuando Beth murió en un accidente de coche el día que regresaba a Bay después de haber ido a visitar a su hijo Scott, Hayley y Noah a Francia. Tony preocupado salió a buscarla y él fue quien le dio la noticia a sus hijas Kit y Matilda y otros amigos. La muerte de Beth dejó destrozado a Tony y a sus hijos.